# 林肯鎮區 (堪薩斯州馬歇爾縣)
林肯鎮區（英語：Lincoln Township）為美國堪薩斯州馬歇爾縣轄下的鎮區。2010年美国人口普查中此鎮區人口有121人。

## 地理
林肯鎮區涵蓋總面積為92.4平方（35.69平方英里），其中陸地面積為91.9平方（35.48平方英里），水域面積為0.54平方（0.21平方英里）或0.59%。海拔高度374（1,227英尺）。

## 人口統計
根據2010年美國人口普查，林肯鎮區人口有121人，其中男性有59人，女性有62人，人口密度為每平方公里1.31人，住房計54戶。鎮區內的白人有114人，非裔美國人有0人，美洲原住民有0人，亞裔美國人有0人，太平洋島裔美國人有0人，其他種族有0人，混血種族則有7人。此外鎮區內有0人為西班牙裔或拉丁裔美國人。此鎮區之年齡中位數為47.3歲，而男性年齡中位數為47.5歲，女性年齡中位數為47歲。

## 交通

### 主要公路
- 87號堪薩斯州州道